# Shooting John
Shooting John är en svensk musikgrupp, ursprungligen från Helsingborg.
Shooting John släppte hösten 2005 sitt debutalbum "Moodswings" på indiebolaget Marilyn Records. Bandet bestod då av Peder Gravlund (sång), Tobias Ydestrandh (gitarr), Martin Björk (gitarr), Kristian Rimshult (piano,orgel), Patrik Andersson (trummor) och Gustav Haggren (bas). På grund av tidsbrist lämnade Rimshult, Andersson och Haggren bandet 2006 för att fokusera sig fullt ut på Gustav and the seasick sailors och den kommande skivan "Sirkus". Inför inspelningarna av Shooting Johns andra skiva "Happiness +/-" ersattes de av Petter Bengtsson (trummor), Jesper Bjellerup (bas) och Helena Arlock (piano,rhodes,orgel och sång). "Happiness +/-" släpptes den 1 september 2007, på dagen två år efter "Moodswings" såg dagens ljus.